# Movimento da Legalidade
O Movimento da Legalidade também conhecidos como Legaliteti (em albanês:  Lëvizja Legaliteti) foi uma facção monarquista albanesa e pró-monarquia fundada em 1941. Foi liderado por Abaz Kupi.

## Ideologia

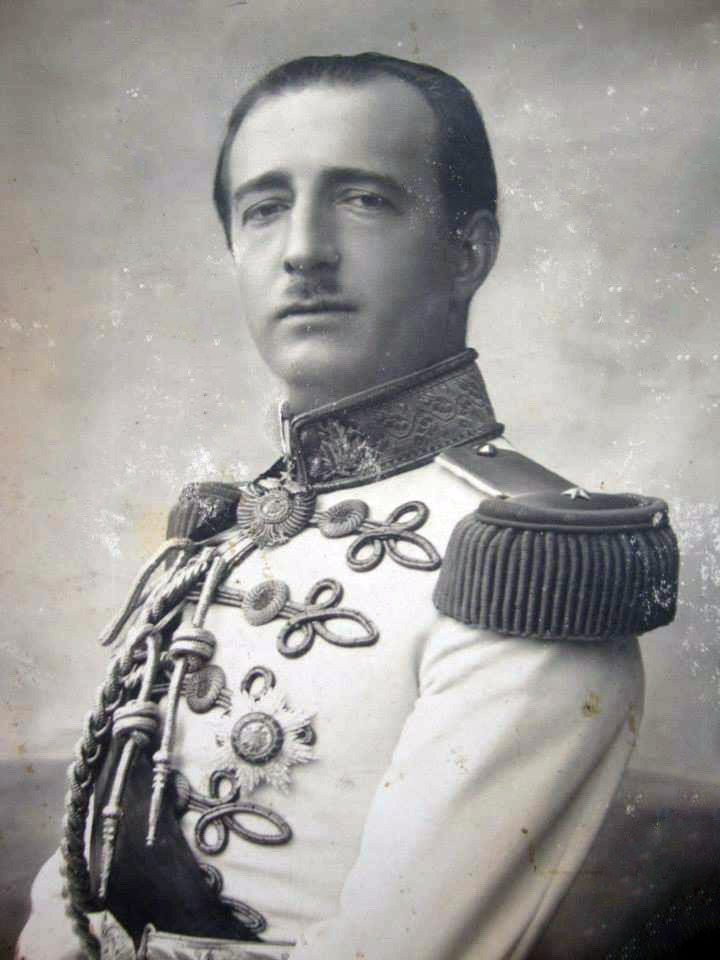
Zog I da Albânia

Os Legaliteti buscavam o retorno do rei Zog, que havia fugido do país às vésperas da invasão italiana. Os Legaliteti consistiam principalmente de apoiadores das tribos das montanhas do norte, particularmente da região de Mat.  Os Legaliteti eram anticomunistas. Apesar de serem nacionalistas, os Legaliteti eram contra os Balli Kombëtar, pois os Balli Kombëtar eram os social-democratas e pró-república, enquanto os Legaliteti eram legalistas e monarquistas. Os Balli Kombëtar também foram acusados pelos Legaliteti porque apoiavam a ocupação alemã.

## História
A ação negativa dos comunistas albaneses sobre a questão do Kosovo alienou um número significativo dos seus adeptos daquela região fronteiriça. Após novembro de 1943, Abaz Kupi, até o Acordo de Mukje, era membro do Conselho Central do NLM, retirou-se com outros para formar os Legaliteti. Kupi era um respeitado chefe Gheg que comandou as tropas do rei Zog em Durrës quando os italianos invadiram a Albânia. No início da década de 1940, três novas facções políticas surgiram na Albânia depois da derrota dos italianos: os comunistas albaneses, Balli Kombëtar (Frente Nacional) e Legaliteti (Legalidade). Os Aliados apoiaram originalmente os Legaliteti. Sendo a menor facção sem influência significativa na Albânia, os Aliados romperam a ajuda com os Legaliteti e ajudaram os Partidários Iugoslavos, que por sua vez apoiaram os comunistas albaneses. Em 1945, os comunistas albaneses assumiram o controle da Albânia no final da Segunda Guerra Mundial na Europa. A maioria dos membros do Legaliteti foram executados ou fugiram para o oeste.

## Legado
O Partido Monarquista do Movimento pela Legalidade leva o nome do grupo.